# Noruega en los Juegos Paralímpicos de Turín 2006
Noruega estuvo representada en los Juegos Paralímpicos de Turín 2006 por un total de 28 deportistas, 25 hombres y tres mujeres.

## Medallistas
El equipo paralímpico noruego obtuvo las siguientes medallas:
| Nombre | Deporte            | Evento                                    |
| --- | ------------------ | ----------------------------------------- |
| Oro |                    |                                           |
| Kjartan Haugen Karl Einar Henriksen Andreas Hustveit | Esquí de fondo     | 1 × 3,75/2 × 5 km clase abierta masculino |
| Plata |                    |                                           |
| Helge Bjørnstad Eskil Hagen Atle Haglund Loyd Remi Johansen Roger Johansen Kjetil Korbu Nilsen Knut André Nordstoga Rolf Einar Pedersen Tommy Rovelstad Kjell Vidar Røyne Johan Siqveland Stig Tore Svee Morten Værnes Arne Vik | Hockey sobre hielo | Torneo masculino                          |
| Bronce |                    |                                           |
| Nils Erik Ulset | Biatlón            | 7,5 km de pie masculino                   |
| Nils Erik Ulset | Biatlón            | 12,5 km de pie masculino                  |
| Helge Flo | Esquí de fondo     | 5 km discapacidad visual masculino        |